# Sotiris Ninis
Sotiris Ninis (gr. Σωτήρης Νίνης, ur. 3 kwietnia 1990 w Himarze) – grecki piłkarz albańskiego pochodzenia występujący na pozycji pomocnika w izraelskim klubie Maccabi Petach Tikwa oraz w reprezentacji Grecji.

## Kariera
W młodym wieku przeniósł się z rodzicami do Grecji. Jest wychowankiem klubu Apollon Smyrnis. W 2003 roku trafił do szkółki piłkarskiej Panathinaikos AO, gdzie grał w drużynie juniorskiej.
22 grudnia 2006 roku podpisał profesjonalny kontrakt z klubem i został przeniesiony do pierwszej drużyny. 7 stycznia 2007 roku debiutował w meczu ligowym z AO Egaleo, zostając drugim najmłodszym piłkarzem w historii ligi greckiej. 27 stycznia został najmłodszym w historii ligi strzelcem bramki. 15 lutego meczem z RC Lens zadebiutował w europejskim pucharach, również jako najmłodszy Grek.
W lutym 2007 roku odrzucił ofertę gry w albańskiej kadrze U-21 od tamtejszej federacji. W marcu został powołany do greckiego odpowiednika takiej kadry i powołanie to przyjął.